# Odontomantis planiceps
Odontomantis planiceps är en bönsyrseart som beskrevs av Wilhem de Haan 1842. Odontomantis planiceps ingår i släktet Odontomantis och familjen Hymenopodidae. Inga underarter finns listade i Catalogue of Life.
Artens nymf har samma utseende som en myra. Kroppsformen är en form av mimikry för att avskräcka fiender. Fram till den full utvecklade insekten behövs åtta hudömsningar. Honan lägger några hundra ägg och gömmer de på undersidan av ett blad.